# Caos quântico
O caos quântico é um ramo da física que estuda como os sistemas dinâmicos clássicos caóticos podem ser descritos em termos da teoria quântica. O caos quântico é caótico no sentido de que é possível observar leis que regem frequências próprias [harmônicos], que têm um caráter universal, que dependem muito pouco do sistema considerado, contanto que este seja caótico do ponto de vista clássico.

## Histórico
O trabalho de Einstein Sobre o teorema quântico de Sommerfeld e de Epstein, publicado em 1917, propõe uma generalização da regra de quantização de Bohr, Sommerfeld e Epstein para sistemas multidimensionais integráveis. Ao mesmo tempo, Einstein nota que sistemas não-integráveis não podem ser quantizados dessa maneira. Essa observação indica pela primeira vez a não trivialidade do limite semiclássico de sistemas caóticos, e pode ser considerado como pioneiro da teoria de caos quântico. Esse seria o primeiro dos dois pilares em caos quântico; os chamados métodos semiclássicos, que representam uma aproximação à mecânica quântica, mas têm como estrutura a mecânica clássica. O segundo pilar são as matrizes aleatórias, que foram inventadas por Eugene Wigner na década de 1950 para descrever as propriedades dos núcleos atômicos e que desempenham um papel muito importante na área de caos quântico. Portanto, a convergência desses dois pilares é um tema central sobre o qual ainda há muito a descobrir. O primeiro livro técnico em português sobre esse tema (Sistemas hamiltonianos: caos e quantização) foi escrito por Alfredo Miguel Ozorio de Almeida em 1987.